# Asystasia australasica
Asystasia australasica är en akantusväxtart som beskrevs av Frederick Manson Bailey. Asystasia australasica ingår i släktet Asystasia och familjen akantusväxter. Inga underarter finns listade i Catalogue of Life.